# Neuropeptide Y
Neuropeptide Y is een neuropeptide. Het is een peptide, opgebouwd uit 36 aminozuren. Het wordt aangetroffen in de hersenen en het autonoom zenuwstelsel.
Neuropeptide Y heeft invloed op de stofwisseling, het leren en het geheugen. Het speelt ook een rol bij epilepsie.
Een hoog neuropeptide Y-niveau zorgt voor een hongergevoel en verminderde fysieke activiteit. Als het vetgehalte in het lichaam stijgt, wordt door kernen in de hypothalamus de neuropeptide Y-productie verhoogd. Het stimuleert immers de beta-oxidatie van vetzuren. Er zijn hypothesen dat verhoogde NPY productie te maken heeft met ontstaan van diabetes, en met een verhoogde orthosympathicus activiteit. Ook wordt de productie van CRH gestimuleerd, dit heeft een hongergevoel-onderdrukkende werking en verhoogt de energieproductie.
acetylcholine (ACh) · adrenaline · anandamide · aspartaat (Asp) · β-lipoproteïne · bombesine · cholecystokinine (CCK) · corticotropine (ACTH) · dopamine (DA) · dynorfine · endorfine · enkefaline · γ-aminoboterzuur (GABA) · glutamaat (Glu) · glycine (Gly) · histamine · leumorfine · motiline · neurofysine I · neurofysine II · neurokinine A · neurokinine B · neuropeptide A · neuropeptide γ · neuropeptide Y · noradrenaline · peptide YY · serotonine (5-HT) · stikstofoxide (NO) · substantie P